# Campeonato Argentino de Futebol de 1954
O Campeonato Argentino de Futebol de 1954 foi a vigésima quarta temporada da era profissional da Primeira Divisão do futebol argentino. O certame foi disputado em dois turnos de todos contra todos, entre 4 de abril e 14 de novembro de 1954. O Boca Juniors sagrou-se campeão argentino, pela décima terceira vez.

## Participantes
| Equipe             | Cidade       |
| ------------------ | ------------ |
| Banfield           | Banfield     |
| Boca Juniors       | Buenos Aires |
| Chacarita Juniors  | Villa Maipú  |
| Ferro Carril Oeste | Buenos Aires |
| Gimnasia y Esgrima | La Plata     |
| Huracán            | Buenos Aires |
| Independiente      | Avellaneda   |
| Lanús              | Lanús        |
| Newell's Old Boys  | Rosário      |
| Platense           | Buenos Aires |
| Racing Club        | Avellaneda   |
| River Plate        | Buenos Aires |
| Rosario Central    | Rosário      |
| San Lorenzo        | Buenos Aires |
| Tigre              | Victoria     |
| Vélez Sarsfield    | Buenos Aires |

## Classificação final
| Pos | Equipes               | J  | V  | E  | D  | GM | GS | Pts |
| --- | --------------------- | -- | -- | -- | -- | -- | -- | --- |
| 1   | Boca Juniors          | 30 | 21 | 3  | 6  | 60 | 26 | 45  |
| 2   | Independiente         | 30 | 15 | 11 | 4  | 61 | 29 | 41  |
| 3   | River Plate           | 30 | 16 | 6  | 8  | 56 | 37 | 38  |
| 4   | Platense              | 30 | 10 | 13 | 7  | 54 | 50 | 33  |
| 4   | Lanús                 | 30 | 11 | 11 | 8  | 45 | 51 | 33  |
| 6   | Ferro Carril Oeste    | 30 | 8  | 16 | 6  | 42 | 41 | 32  |
| 7   | San Lorenzo           | 30 | 12 | 7  | 11 | 58 | 48 | 31  |
| 8   | Chacarita Juniors     | 30 | 10 | 9  | 11 | 37 | 40 | 29  |
| 9   | Vélez Sarsfield       | 30 | 10 | 8  | 12 | 50 | 47 | 28  |
| 10  | Racing                | 30 | 10 | 7  | 13 | 42 | 54 | 27  |
| 11  | Newell's Old Boys     | 30 | 9  | 8  | 13 | 49 | 55 | 26  |
| 11  | Rosario Central       | 30 | 9  | 8  | 13 | 45 | 52 | 26  |
| 11  | Tigre                 | 30 | 11 | 4  | 15 | 42 | 50 | 26  |
| 14  | Gimnasia y Esgrima LP | 30 | 8  | 8  | 14 | 48 | 71 | 24  |
| 15  | Huracán               | 30 | 5  | 13 | 12 | 46 | 59 | 23  |
| 16  | Banfield              | 30 | 6  | 6  | 18 | 33 | 58 | 18  |

|  |            |
|  | Campeão.   |
|  | Rebaixado. |

## Premiação
| Campeonato Argentino de Futebol de 1954 |
| --------------------------------------- |
| Boca Juniors Campeão (13° título)       |

## Goleadores
| Jogador | Jogador         | Gols | Equipe                  |
| ------- | --------------- | ---- | ----------------------- |
|         | Ángel Berni     | 19   | San Lorenzo             |
|         | José Borello    | 19   | Boca Juniors            |
|         | Norberto Conde  | 19   | Vélez Sarsfield         |
|         | Raúl Gutiérrez  | 17   | Gimnasia y Esgrima (LP) |
|         | Rodolfo Micheli | 16   | Independiente           |